# Let Me Love You (canção de Mario)
"Let Me Love You" é uma canção gravada pelo cantor norte-americano Mario. Composta por Ne-Yo e Scott Storch, foi produzida por Scott. A faixa foi anunciada como primeiro single do segundo álbum de estúdio do artista, Turning Point, e foi lançada em 16 de Novembro de 2004. Chegou à primeira posição da Billboard Hot 100 e recebeu certificado de platina duplo pela RIAA pelas vendas superiores a 2 milhões de cópias no país.

## Estilo musical e letra
"Let Me Love You" é uma canção R&B, com uma duração de quatro minutos e nove segundos (4:09). Foi escrita por Ne-Yo e Scott Storch, sendo que o último também esteve a cargo da produção da canção. Scott gravou, produziu e editou os vocais de Mario no estúdio da editora discográfica J Records. O remix da canção também foi produzido por Scott, e contém versos de T.I. e Jadakiss.
Liricamente, o tema da canção é um apelo que Mario faz para a garota deixar que ele a ame. De acordo com a canção, Mario demonstra que será diferente de um ex-namorado e que não se importaria em fazê-la bem. No final da canção, Mario diz "Deixa-me amar você, que é tudo que você precisa".
Jon Parales da The New York Times comentou que "Let Me Love You" tem uma sonoridade semelhante à canção de Tina Turner, "What's Love Got to Do with It".

## Prêmios e indicações
"Let Me Love You" foi aclamada pela crítica, recebendo indicações dos principais prêmios músicais, entre eles, quatro indicações pela Billboard Music Awards, vencendo duas delas. Uma indicação ao Europe Music Awards e ao BET Awards.
Em 2006, ele recebeu indicação ao Grammy Award na categoria de "Melhor Performance Vocal R&B Masculina".

## Vídeo musical

### Antecedentes e lançamento
O vídeo musical foi dirigido por Lil X, que também produziu todo o conceito. "Let Me Love You" foi gravado em Los Angeles onde a concepção do projeto incluiu roupas desenhadas por June Ambrose. Seu lançamento ocorreu a Outubro de 2004 na sétima posição do Total Request Live da MTV.

### Sinopse
A trama, com duração superior a quatro minutos, começa com a câmara focada em Mario que começa a cantar sentado em um banco. O vídeo ocorre em dois cenários, sendo um deles totalmente azul, onde Mario dança juntamente com seus amigos para a garota que ele se refere, e totalmente vermelho, onde ele treina boxe. Logo após ficarem sozinhos em uma sala, Mario e a garota dançam sozinhos durante o resto do vídeo, até que no final, Mario deita no chão e beija a garota.

### Recepção
O vídeo foi bem recebido pelos programas onde se faz uma contagem diária do Top 10 dos videoclipes mais votados pelo público. Além disso, o vídeo recebeu uma indicação ao MTV Video Music Awards da Austrália na categoria de "Melhor Vídeo de R&B".

## Covers
- Charlotte Church fez um cover da canção para o Lado-B de um de seus álbuns.
- Em um dos episódios, Glee fez um cover da canção.
- Zayn Malik, ex-integrante da One Direction cantou a canção na audição do The X Factor em 2010.
- Austin Mahone cantou a música durante um de seus shows.
- Justin Bieber fez um cover da canção antes de iniciar sua carreira.

## Lista de faixas
U.S. CD single
1. "Let Me Love You" (Versão do álbum)
2. "Let Me Love You" (Versão remix)
3. "Let Me Love You" (Mauve Remix Extended)
4. "Let Me Love You" (Vídeo)

U.S. promo CD
1. "Let Me Love You" (Versão remix)
2. "Let Me Love You" (Mauve Remix)

Australian CD single
1. "Let Me Love You" (Versão álbum)
2. "Let Me Love You" (Versão remix)
3. "Whiz"
4. Multimedia track

12" maxi single
1. "Let Me Love You"
2. "Let Me Love You" (Instrumental)
3. "Call Out Hook"

Remix
1. "Let Me Love You" (com Jadakiss e T.I.)

## Desempenho nas paradas
"Let Me Love You" chegou ao topo da Billboard Hot 100 dos Estados Unidos e permaneceu por nove semanas consecutivas, de janeiro a fevereiro de 2005 e até 2013, é o maior single de Mario. O single também chegou a número #1 na Billboard R&B/Hip-Hop Songs. Internacionalmente, atingiu o número #1 nas paradas de singles da Alemanha, Holanda, e Nova Zelândia. No Reino Unido, a canção chegou a número #2 na UK Singles Chart, seu maior sucesso até hoje em território britânico. O single é um dos ringtones mais vendidos com 1,6 milhões de downloads.
| Tabela musical (2004/2005)                     | Melhor posição |
| ---------------------------------------------- | -------------- |
| O campo songid é OBRIGATÓRIO PARA PARADA ALEMÃ | 1              |
| Austrália (ARIA)                               | 3              |
| Áustria (Ö3 Austria Top 75)                    | 6              |
| Bélgica (Ultratop 50 da Valônia)               | 12             |
| Bélgica (Ultratop 50 de Flandres)              | 3              |
| Dinamarca (Hitlisten)                          | 2              |
| Espanha (PROMUSICAE)                           | 18             |
| Estados Unidos (Billboard Hot 100)             | 1              |
| Estados Unidos (Pop Songs)                     | 1              |
| Estados Unidos (R&B/Hip-Hop Songs)             | 1              |
| União Europeia (European Hot 100)              | 1              |
| França (SNEP)                                  | 6              |
| Finlândia (Suomen virallinen lista)            | 16             |
| Países Baixos (Dutch Top 40)                   | 1              |
| Itália (FIMI)                                  | 2              |
| Irlanda (IRMA)                                 | 5              |
| Noruega (VG-lista)                             | 5              |
| Nova Zelândia (Recorded Music NZ)              | 1              |
| Reino Unido (UK Singles Chart)                 | 2              |
| Suécia (Sverigetopplistan)                     | 18             |
| Suíça (Schweizer Hitparade)                    | 2              |

| Tabela musical (2000/2009)         | Melhor posição |
| ---------------------------------- | -------------- |
| Estados Unidos - Billboard Hot 100 | 8              |

| País/Associação       | Certificação | Vendas     |
| --------------------- | ------------ | ---------- |
| Austrália - ARIA      | Platina      | 70,000+    |
| Estados Unidos - RIAA | 2× Platina   | 2.000,000+ |